# Anambel Drusiotu
Anambel Drusiotu (gr. Αναμπέλ Δρουσιώτου; ur. 16 kwietnia 1966) – cypryjska pływaczka, olimpijka.
Wzięła udział w Letnich Igrzyskach Olimpijskich 1980 mając 14 lat. Startowała tylko na 100 m stylem grzbietowym. W swoim wyścigu eliminacyjnym zajęła ostatnią siódmą pozycję (z czasem 1:15,85) i nie awansowała do wyścigu finałowego. Uzyskała łącznie 24. czas zawodów (startowało 26 pływaczek).
Drusiotu jest najmłodszym reprezentantem Cypru, który wystąpił na igrzyskach olimpijskich (stan po igrzyskach w 2014).